# Södra Torsjön
Södra Torsjön är en sjö i Mora kommun i Dalarna och ingår i Dalälvens huvudavrinningsområde. Sjön har en area på 0,0747 kvadratkilometer och ligger 462 meter över havet.

## Delavrinningsområde
Södra Torsjön ingår i det delavrinningsområde (675330-138406) som SMHI kallar för Mynnar i Ogströmmen. Medelhöjden är 496 meter över havet och ytan är 23,11 kvadratkilometer. Det finns inga avrinningsområden uppströms utan avrinningsområdet är högsta punkten. Lyån som avvattnar avrinningsområdet har biflödesordning 5, vilket innebär att vattnet flödar genom totalt 5 vattendrag innan det når havet efter 404 kilometer. Avrinningsområdet består mestadels av skog (71 procent) och sankmarker (21 procent). Avrinningsområdet har 0,25 kvadratkilometer vattenytor vilket ger det en sjöprocent på 1,1 procent.